# Whirlpool Corporation
Pour les articles homonymes, voir Whirlpool.
Whirlpool  (NYSE : WHR) est une entreprise américaine spécialisée dans la conception, la fabrication et la distribution d'appareils électroménagers. Elle a été dirigée par Jeff M. Fettig de 2004 à 2019 puis par Marc Robert Bitzer (en) depuis 2019.

## Histoire
Fondée en 1911, Whirlpool a racheté le département électroménager de Philips en 1990. Également propriétaire de la marque d'électroménager Laden et de la marque Bauknecht, elle fabrique aussi les appareils électroménagers vendus dans la chaîne de magasins Ikea (fours, réfrigérateurs, etc.).
En avril 2006, Whirlpool rachète l'entreprise Maytag (en), un concurrent direct, pour 2,7 milliards de dollars. Cette acquisition a permis à Whirlpool de devenir le numéro un du secteur de l'électroménager.
Le 10 mai 2006, à la suite de cette acquisition, elle annonce qu'elle réduit ses effectifs de 4 500 personnes en Amérique du Nord. En 2006, elle emploie environ 68 000 personnes.
En juillet 2014, Whirlpool acquiert 60,4 % de l'entreprise italienne Indesit pour 758 millions d'euros.
En mai 2017, Whirlpool revend la marque Scholtès à l'entreprise française Admea dans le cadre d'un recentrage de son activité. Whirlpool était devenue propriétaire de cette marque à la suite du rachat d'Indesit.
En avril 2018, Whirlpool annonce la vente de ses activités de compresseurs de marque Embraco à Nidec pour 1,08 milliard de dollars. Sur le marché national américain, elle fait face à la concurrence d'entreprises asiatiques et perd des parts de marché.
En janvier 2023, Whirlpool annonce la fusion de ses activités en Europe avec le groupe turc
Arçelik qui est plus connu sous le nom de Beko, dans une coentreprise détenue à 75 % par ce dernier. En parallèle, Whirpool vend ses activités au Moyen-Orient et en Afrique à Arçelik pour 20 millions d'euros,.
En février 2024, Whirlpool annonce la vente pour 428 millions de dollars d'une participation de 24 % dans sa filiale indienne pour n'avoir qu'une participation de 51 %.

## Sites de production en Europe
Les sites Whirlpool en Europe sont devenus en 2024 propriété de Beko Europe, une coentreprise entre Whirlpool et Arçelik.
Les sites anciennement détenus par Whirlpool EMEA sont les suivants :
| Ville                    | Pays       | Statut                         | Type de produits fabriqués                                                                 | Détails |
| ------------------------ | ---------- | ------------------------------ | ------------------------------------------------------------------------------------------ | --- |
| Yate                     | Angleterre | Fermé le 31 décembre 2024      | Sèche-linge                                                                                | À partir de 2018, l'usine entame la réorganisation de sa production pour se concentrer sur le marché britannique et irlandais. Cette mesure devrait entrainer des licenciements. La fermeture du site est annoncée en 2024 |
| Cassinetta di Biandronno | Italie     | Ouvert                         | Fours, micro-ondes et réfrigérateurs encastrables                                          | |
| Naples/Barra             | Italie     | Fermé le 31 octobre 2020       | Machines à laver à chargement frontal haut de gamme                                        | |
| Comunanza                | Italie     | Ouvert                         | Fabrication de machines à laver à chargement frontal                                       | |
| Fabriano-Melano          | Italie     | Ouvert                         | Fabrication de plaques de cuisson                                                          | |
| Sienne                   | Italie     | Fermeture prévue pour fin 2025 | Fabrication de congélateurs coffre et de réfrigérateurs non encastrables                   | |
| Carinaro                 | Italie     | Ouvert                         | Fabrication et distribution de pièces détachées et de pièces de rechange                   | |
| Wrocław                  | Pologne    | Ouvert                         | Fabrication de lave-vaisselle, de fours encastrables et de réfrigérateurs non-encastrables | |
| Łódź                     | Pologne    | Fermeture prévue               | Fabrication de cuisinières, réfrigérateurs non-encastrables et d'ici 2018 de sèche-linge   | Fermeture annoncée pour avril 2025 |
| Radomsko                 | Pologne    | Ouvert                         | Fabrication de lave-vaisselle et de machines à laver à chargement frontal                  | |
| Poprad                   | Slovaquie  | Ouvert                         | Fabrication de lave-linge                                                                  | |
| Amiens                   | France     | Fermé le 31 mai 2018           | Sèche-linge                                                                                | |
| Norrköping               | Suède      | Fermé en 2014                  | Fabrication de fours à micro-ondes                                                         | |
| Spini di Gardolo Trento  | Italie     | Fermé en 2013                  |                                                                                            | |
| Schorndorf               | Allemagne  | Fermé en 2012                  | Fabrication de lave-linge à chargement par le bas                                          | |
| Neunkirchen-Wellesweiler | Allemagne  | Fermé en 2012                  | Fabrication de lave-vaisselle                                                              | Le site a été repris par l'équipementier ZF Friedrichshafen pour y fabriquer des boites de vitesses |

## Actionnaires
Liste des principaux actionnaires au 4 décembre 2022 :
| Actionnaire                                      | %      |
| ------------------------------------------------ | ------ |
| The Vanguard Group                               | 12,3 % |
| Primecap Management                              | 8,94 % |
| SSgA Funds Management                            | 5,73 % |
| Greenhaven Associates                            | 4,99 % |
| LSV Asset Management                             | 3,85 % |
| Boston Partners Global Investors                 | 3,45 % |
| Capital Research & Management (Global Investors) | 2,87 % |
| Dimensional Fund Advisors                        | 2,54 % |
| Evercore Trust Company                           | 2,49 % |
| en:JANA Partners                                 | 2,40 % |

## Controverses

### Site d’Amiens
Le site d’Amiens dont la fermeture est prévue en juin 2018. Ce site industriel fabrique de l'électroménager depuis 1958 à la suite de son rachat par Laden. Philips devient le propriétaire du site, le site produit alors des lave-linge à chargement frontal et par le dessus. Le site est devenu la propriété de Whirlpool à la suite du rachat des activités de Philips dans le gros électroménager. En 1994 le site se met à produire des sèche-linge en plus des lave-linge. En 2002, la production de machines à laver est délocalisée à Poprad en Slovaquie. En 2017, Whirlpool annonce la fermeture de l'usine, depuis 2002 les effectifs n'ont pas cessé de décroître. L'usine existante du groupe à Łódź en Pologne deviendra « le point central » de sa nouvelle plateforme de production de sèche-linge pour la région Europe, Afrique et Moyen-Orient (EMEA), afin de bénéficier de « plus fortes économies d'échelle ». Les prix de production sur le site français sont, selon Whirlpool Corporation, 7,5 % supérieurs à ceux de la Pologne.
Fin mai 2019, les salariés du site d'Amiens voient le projet de reprise mené par Nicolas Decayeux, dirigeant de l'entreprise WN, s'effondrer un an après la fermeture du site. Le 3 juin 2019, l'entreprise WN est placée en redressement judiciaire. Une décision qui ne devrait pas affecter l'emploi à court terme.
Le 21 juin 2019, l'entreprise Ageco Agencement se porte candidate à une reprise partielle du site délaissé par WN, placé en redressement judiciaire. Ageco Agencement est spécialisé dans la conception et la numérisation de mobilier d'agencement. Le 30 juillet 2019, le tribunal de commerce d'Amiens a validé l'offre de reprise d'Ageco Agencement reprenant 44 salariés de WN, 138 salariés sont licenciés.
En dépit de la délocalisation programmée de l'usine, Whirlpool a bénéficié d’allègements fiscaux de plus de 370 000 euros entre 2017 et 2018.
Conséquence directe de l'échec de reprise du site de Whirlpool, la procédure de licenciement visant les 138 salariés concernés débute le 19 août 2019,.
Epinglé pour sa mauvaise gestion lors de la reprise du site d'Amiens, Nicolas Decayeux est condamné en février 2022 à 10 mois de prison avec sursis et 25 000 euros d'amende pour abus de biens sociaux et banqueroute.

### Pratique de l'optimisation fiscale
En novembre 2017, dans le cadre des Paradise Papers, plusieurs médias affiliés au Consortium international des journalistes d'investigation (dont Radio France, Süddeutsche Zeitung, Le Monde, et Cash Investigation) révèlent que Whirlpool, dont le siège physique dans le Michigan, fait transiter des millions d'euros par des sociétés écrans dans plusieurs paradis fiscaux, notamment dans l'État américain du Delaware, aux Bermudes, à l’île Maurice et au Luxembourg, afin de payer moins d'impôts légalement. L'entreprise est également coutumière de prêts entre filiales qui lui permettent de réduire son imposition ; en effet, la filiale emprunteuse peut déduire des impôts le montant des intérêts versés à la filiale prêteuse. Sa stratégie d'optimisation fiscale lui a ainsi permis de ne payer que 209 millions de dollars d’impôts sur plus d’un milliard de dollars de bénéfices en 2015, alors que le taux d'imposition pour les sociétés aux États-Unis est normalement de 35 %. Le groupe assure cependant respecter « toutes les lois et régulations applicables dans les pays » dans les pays où il intervient. Ces révélations « dégoûtent » les salariés de l'usine Whirlpool d'Amiens, dont la délocalisation est prévue en 2018 (cf. supra).

### Condamnation en France pour entente commerciale
Le groupe BSH Hausgeräte (qui exploite les marques Bosch, Siemens, Viva, Neff), ainsi que Candy, Eberhardt Frères (distributeur de la marque Liebherr), Electrolux (AEG, Arthur Martin), Indesit (Ariston, Scholtès) et Whirlpool, sont condamnés en décembre 2018 en France pour entente commerciale. Cette condamnation résulte de quatre années d'enquêtes de l’Autorité de la concurrence, alertée en premier lieu par la Direction générale de la concurrence, de la consommation et de la répression des fraudes. Lors de réunions tenues entre 2006 et 2009, ces entreprises s'étaient entendues pour fixer à la hausse leurs prix de vente, ce qui leur permettait d'accroître leurs marges au détriment des consommateurs. Le montant total des amendes infligées atteint 189 millions d'euros.